# Baalbek
Baalbek (în arabă: ‏بعلبك‎, romanizat: Baʿlbak, în siriacă: ܒܥܠܒܟ) este un oraș, capitala guvernoratului  Baalbek-Hermel, din Liban. Orașul se numea în timpul romanilor Heliopolis (a nu se confunda cu Heliopolis din Egipt și cu Heliopolis din Turcia).
La nord de oraș se află izvorul fluviului Orontes. Baalbek are o populație de cca 80.000 locuitori, fiind un centru important în Valea Bekaa.
Datorită importantelor vestigii romane din oraș, a fost declarat în 1984 patrimoniu cultural mondial UNESCO.